# Murad Ghalib
Muhammad Murad Ghalib (arabisch مراد غالب, DMG Murād Ġālib; * 1. April 1922 in Ostägypten; † 18. Dezember 2007) war ein ägyptischer Botschafter und Außenminister.

## Leben
Murad Ghalib war der Sohn von Mourad Ghalib. Er heiratete 1953 Shourkreya Ali Muhammad, sie hatten zwei Kinder. Ghalib ist in Heliopolis aufgewachsen.
Ab 1956 leitete Ghalib das Büro von Gamal Abdel Nasser. Dieser entsandte ihn im Juli 1960 zu Patrice Lumumba. Mit der Operation der Vereinten Nationen in Kongo war ein Kontingent der Vereinigten Arabischen Republik in die Demokratische Republik Kongo gekommen. Am 13. September 1960 erklärte das VAR Kontingent, es betrachte die Regierung der Demokratischen Republik Kongo als die einzige Autorität, die das Recht besitzen würde, das Land zu kontrollieren und entzog sich dem Befehl der Vereinten Nationen. Im November 1960 wurde Ghalib aus der Demokratischen Republik Kongo ausgewiesen. Al-Ahram behauptete, die Ausweisung sei durch die belgische Regierung veranlasst, und bezeichnete Joseph Kasavubu und Mobutu Sese Seko als Puppen, die sich entsprechend der belgischen Fingerspiele bewegten.
Von 12. Juli 1961 bis 1971 war er zunächst Botschafter der Vereinigten Arabischen Republik und nach deren Auflösung 1962 Botschafter Ägyptens in Moskau. Von 17. Januar bis 8. September 1972 war er ägyptischer Außenminister.
| Vorgänger             | Amt | Nachfolger                |
| --------------------- | --- | ------------------------- |
| —                     | Botschafter der Vereinigten Arabischen Republik in der Demokratischen Republik Kongo 1960 – November 1960 | —                         |
| Muhammad Awad al-Kuni | Botschafter Ägyptens in der Sowjetunion 12. Juli 1961–1971                                                | Salah-el-Din al-Bassiouni |
| Mahmoud Riad          | Außenminister von Ägypten 17. Januar 1972 bis 8. September 1972                                           | Muhammad Hassan al-Zayyat |